# Europäisches Amt für Personalauswahl
Das Europäische Amt für Personalauswahl (EAP; englisch European Personnel Selection Office, EPSO) ist eine Einrichtung der Europäischen Union mit der Aufgabe, die EU-Beamten der Institutionen der Europäischen Union auszuwählen. Das Amt wurde am 26. Juli 2002 gegründet, als im Hinblick auf die EU-Erweiterung 2004 die Herausforderung entstand, eine Vielzahl neuer Mitarbeiter zu rekrutieren und ein gemeinsames unabhängiges Amt zur Durchführung eines einheitlichen Einstellungsverfahrens geschaffen werden sollte.
Je nach Bedarf der Institutionen führt das EPSO ein Auswahlverfahren (Concours) durch und stellt eine Eignungsliste von Bewerbern für bestimmte Berufsfelder zusammen, aus der die EU-Institutionen ihr Personal auswählen. Nur von diesen Listen können die Institutionen später Mitarbeiter für unbefristete Einstellungen auswählen. Über die Anstellung sonstiger Bediensteter aufgrund (befristeter) Dienstverträge entscheidet dagegen jedes Organ selbst.
Meist übersteigt die Anzahl der Bewerber bei weitem die Zahl der ausgeschriebenen Plätze; ein Verhältnis von 100:1 ist keine Seltenheit. 2017 wurden 23.716 Bewerber zum mehrstufigen Testverfahren für die damals 124 ausgeschriebenen Plätze zugelassen. Von diesen schafften es dann 2.218 in die nächste und 251 in die finale Runde, bei der mittels Assessment-Center, mündlicher Präsentation, kompetenzbasiertem Gespräch und Gruppenübung schließlich die Sieger des sich über ein Jahr ziehenden Wettbewerbs gekürt wurden. Ungeachtet des mit großen Aufwand verbundenen Testverfahrens, gilt es dann weiter abzuwarten – ein Platz auf der Reserveliste ist nicht gleichbedeutend mit einer Jobgarantie bei der EU.
Um den Andrang zu bewältigen, ist das Verfahren stark standardisiert. Die Anmeldung erfolgt in der Regel über das Internet. Inzwischen ist EPSO auch dazu übergegangen, Auswahltests online in Testzentren durchzuführen. Ansonsten werden die Auswahltests nicht selten in allen offiziellen Sprachen der Europäischen Union gleichzeitig durchgeführt.
Seit März 2010 wird das EU-Auswahlverfahren umfassend modifiziert.